# Кючюк Хюсейн-паша
Кючюк Хюсейн-паша (тур. Küçük Hüseyin Pasha), также известный, как Таязаде Дамат Кючюк Хюсейн-паша (тур. Tayazade Damat Küçük Hüseyin Pasha; 1757 — 7 декабря 1803) — османский государственный и военный деятель грузинского происхождения.
Капудан-паша с 11 марта 1792 по 7 декабря 1803 года. Командовал Османским флотом, сначала руководя боевыми действиями против средиземноморских пиратов, и снова во время французских революционных войн. В 1798 году командовал боевыми действиями против турецко-балканского авантюриста Османа Пазвантоглу, захватившего власть в Видинском санджаке. В 1800 году пытался установить отношения между Османской империей и молодыми Соединёнными Штатами.
Муж Эсмы-султан.